# Scarlet Skier
Scarlet Skier o Esquiador escarlata (cuyo nombre real es Dren Keeg) es un supervillano/superhéroe de la DC Comics creado por Keith Giffen y J. M. DeMatteis durante su período cómico en la Liga de la Justicia (Justice League). Apareció por primera vez en Justice League America N°36 (1990).
Scarlet Skier es el heraldo de una entidad cósmica conocida como Mr. Nebula. Es una parodia del personaje clásico de Marvel Comics Silver Surfer (también conocido como Surfista plateado en algunos países de Latinoamérica y como Estela Plateada en España) que era el heraldo de Galactus.
Scarlet Skier era el archienemigo de G'nort, un Linterna Verde totalmente incompetente. Más tarde, el Scarlet Skier quedó varado en la Tierra y se hizo amigo de G'nort, reformándose y uniéndose a la Liga de la Justicia Antártida (Justice League Antarctica).
- Datos: Q3545243